# Chimonobambusa callosa
Chimonobambusa callosa är en gräsart som först beskrevs av William Munro, och fick sitt nu gällande namn av Takenoshin Nakai. Chimonobambusa callosa ingår i släktet Chimonobambusa och familjen gräs. Inga underarter finns listade i Catalogue of Life.